# 水川かえで
水川 かえで（みずかわ かえで、1988年4月3日 - ）は、日本のAV女優。

## 略歴
ティーパワーズ所属
一度引退したが2022年にAV復帰。

## 作品

### アダルトDVD
2017年
- 有名繁華街にある某メンズエステ店で指名率No.1 純白巨乳エステティシャン人妻 欲求不満でE-BODY応募デビュー（10月7日、E-BODY）
- 「新作水着のモデルやってみませんか？」と素人勧誘ナンパ！ 優しくて押しに弱いムチムチ素人巨乳妻に極小ビキニを着させエッチなポーズを取らせまくる時代が来た！そしてAVデビューしちゃったさきさん（27歳） ナンパJAPAN EXPRESS Vol.58（10月13日、ナンパJAPAN）
- M男が猛烈にリピートする話題のエステ ねっとり罵られるのに気持ち良い秘密のオイルサロン（11月13日、Fitch）
- 某SNSを見ていたらとある人妻の【裏垢】を発見！！ 《毎週火曜日》に彼女はオナ動画を配信している。それがまさか隣の人妻だったなんて…。（12月1日、マドンナ）

2018年
- 僕の知らない妻を見たくて… 31（1月5日、DOC）
- 痴●通勤電車～肉棒に飢えた巨乳人妻は、インモラルな行為に欲情する～（1月25日、SODクリエイト）
- お色気P●A会長と悪ガキ生徒会（3月15日、グローリークエスト）

2022年
- 田舎でヤルことがなくて…隣に住む美爆乳妻と種付けSEXに溺れ孕ませた真夏の汗ダク不倫 （8月12日、人妻花園劇場）

2023年
- 色白デカ尻の家事代行おばさんに即ハメ！デカチンの虜になった人妻が翌日勝手に押しかけてきたので満足するまで何度も中出ししてあげた 20（2月7日、ディープス）
- 夫と共謀し隣人の大学生を誘惑する美人妻！その行為を盗撮し楽しむ変態夫婦！？ （6月5日、プラネットプラス）